# Anapa
Anapa, város Oroszországban, a Krasznodari Kerületben, a Fekete-tenger északi partján, az Azovi-tenger közelében. Népessége: a 2021-es népszámláláskor 81 863 fő volt.

## Története
Anapa és környéke már az ókorban lakott helye volt jelentős tengeri kikötővel, majd Szindika (Szinda) fővárosa lett.
Gorgippia (görögül: Γοργιππία) kolóniát a Kr. e. 6. században a pontuszi görögök építették Szinda helyén, akik a várost a kimmériai Boszporusz egyik királyáról nevezték el. Az i. e. 2. és 3. században Gorgippia a Boszporoszi Királyság részeként virágzott, akárcsak a hajótulajdonosok céhe, amely a Fekete-tenger keleti részén irányította a tengeri kereskedelmet. Orosz régészek tárták fel itt Neoklész (Héodorosz fia) szobrát, amely jelenleg az Orosz Múzeumban látható. Gorgippia a Kr. u. 3. századig volt lakott, ekkor a szomszédos bennszülött törzsek rohanták le. Ezek a cserkesz vagy adyge eredetű törzsek adták Anapa mai nevét.
Később a Fekete-tenger partvidékét ázsiai nomádok egymást követő hullámai szállták meg, köztük az Északnyugat-Kaukázusban őshonos szarmaták, osztrogótok, hunok, avarok, köktürkök, kazárok, tatárok és cserkeszek.
A települést a 14. század fordulóján a genovaiak kezébe került, akik Mápára nevezték át. A genovai uralom az oszmán flotta 1475-ös megérkezéséig tartott. A törökök később erődöt építettek itt az orosz kozákok ellen. Az erődöt az Orosz Birodalom többször is megtámadta, mely 1829-ben az utolsó ostrom során, szinte teljesen elpusztult. A város az 1829-es drinápolyi békeszerződés után Oroszországhoz került.
Az 1853 és 1856 közötti krími háború idején az oszmánok foglalták el, majd 1896-ban a Fekete-tengeri kormányzóság része lett. 1920-ban a Kubán-fekete-tengeri terület része lett. A várost a második világháború alatt a náci Németország szállta meg és román csapatok segítségével 1942. augusztus 30. és 1943. szeptember 22. között teljesen lerombolta.

## Galéria

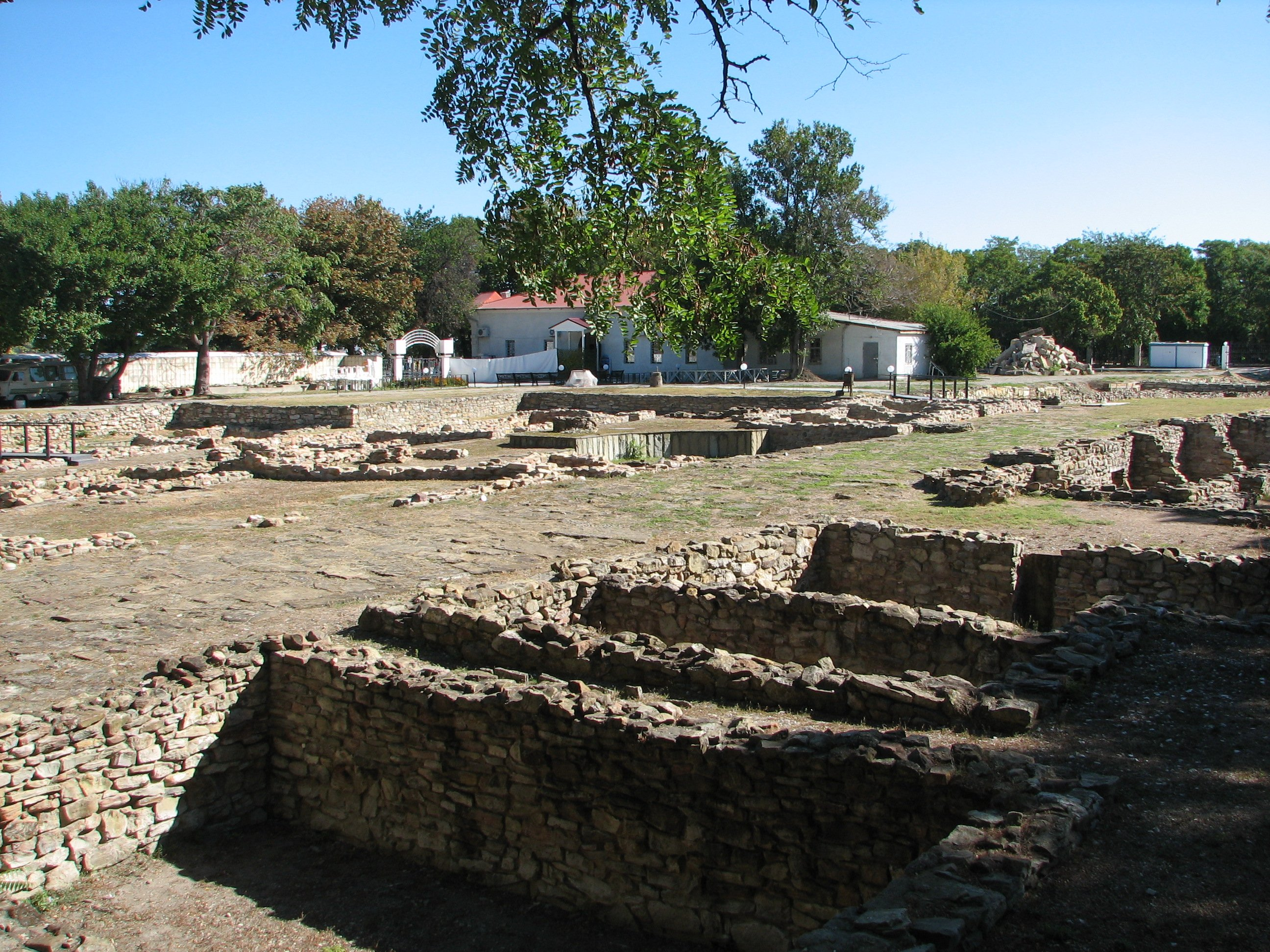
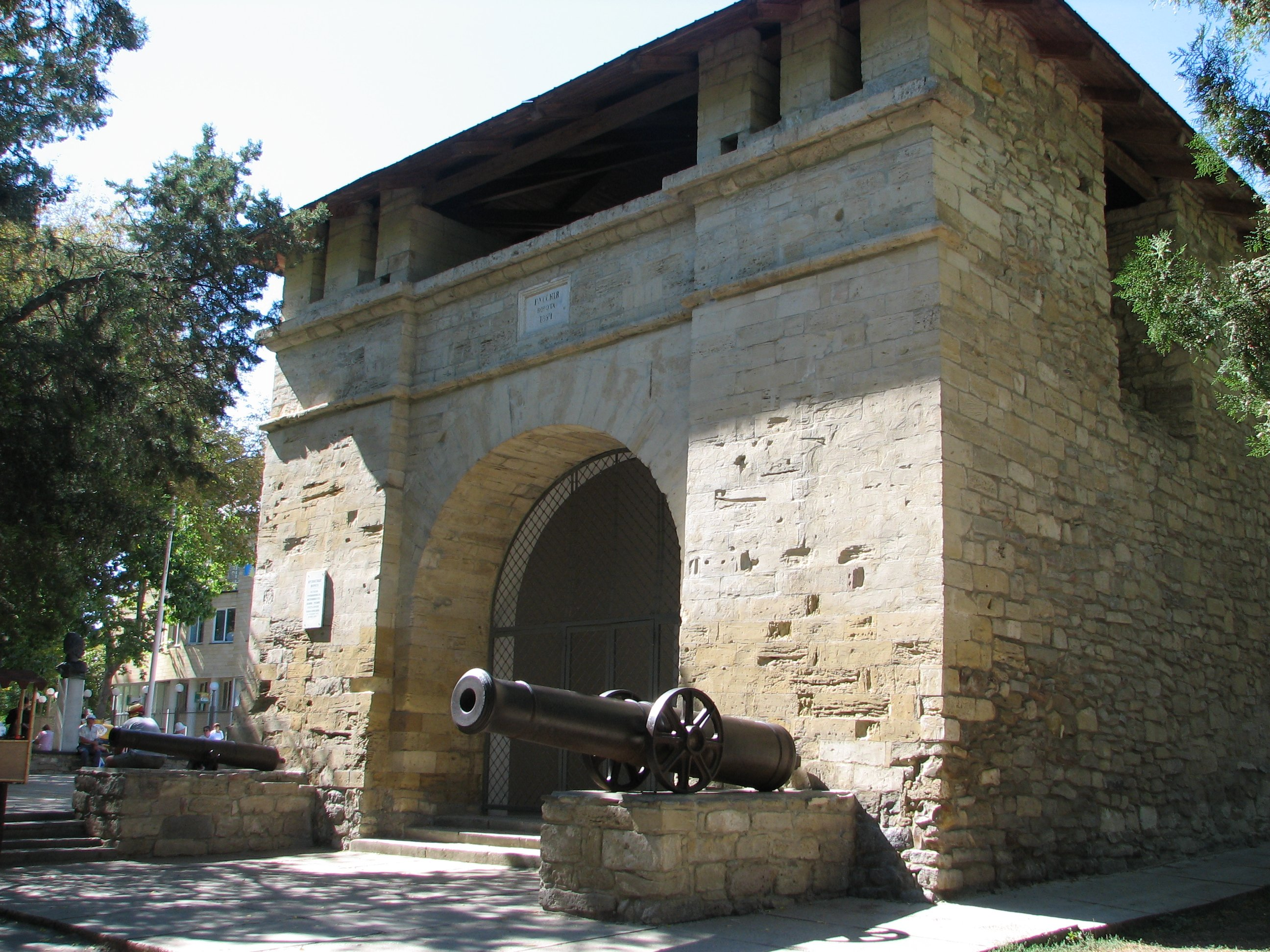
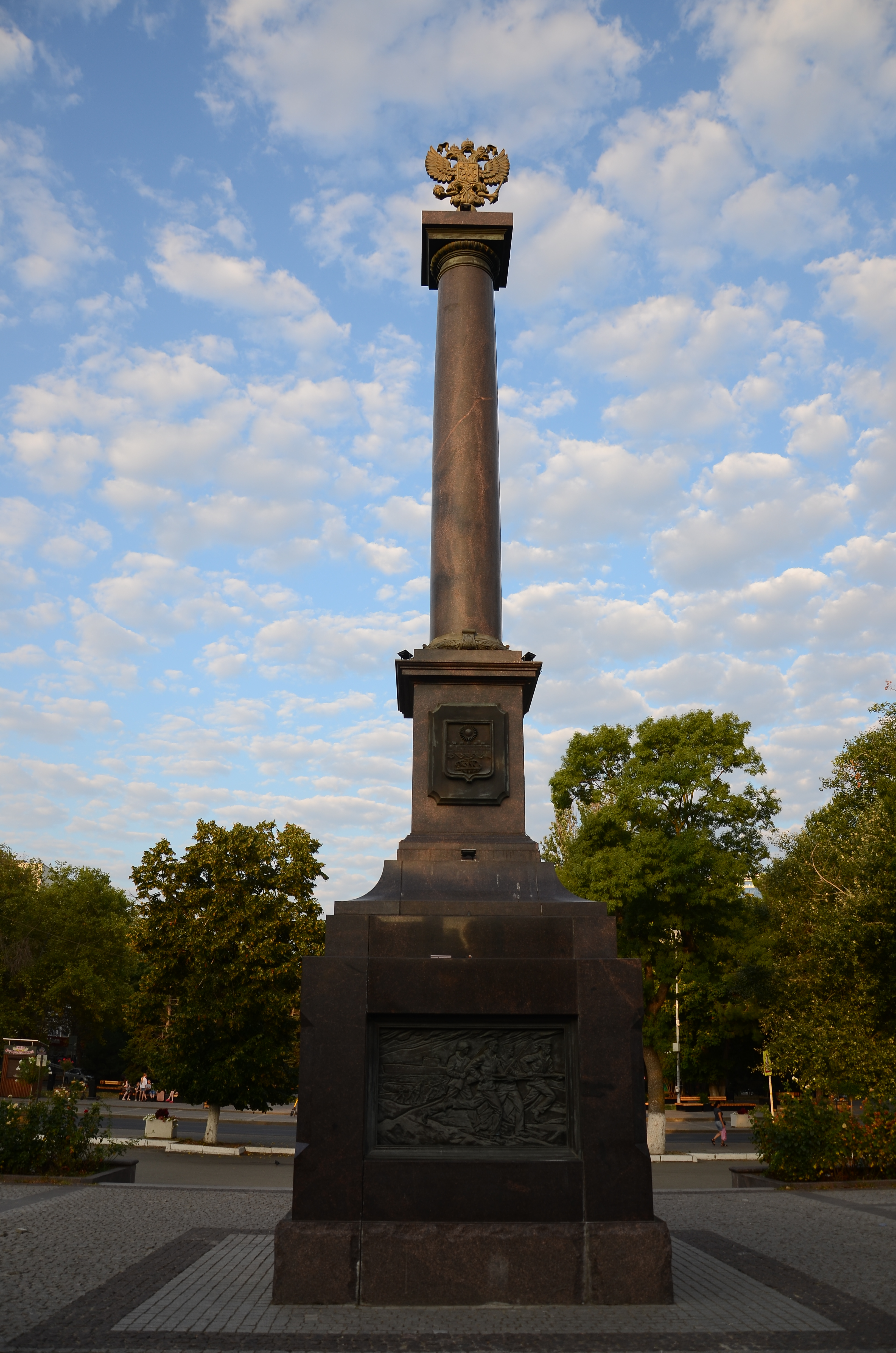
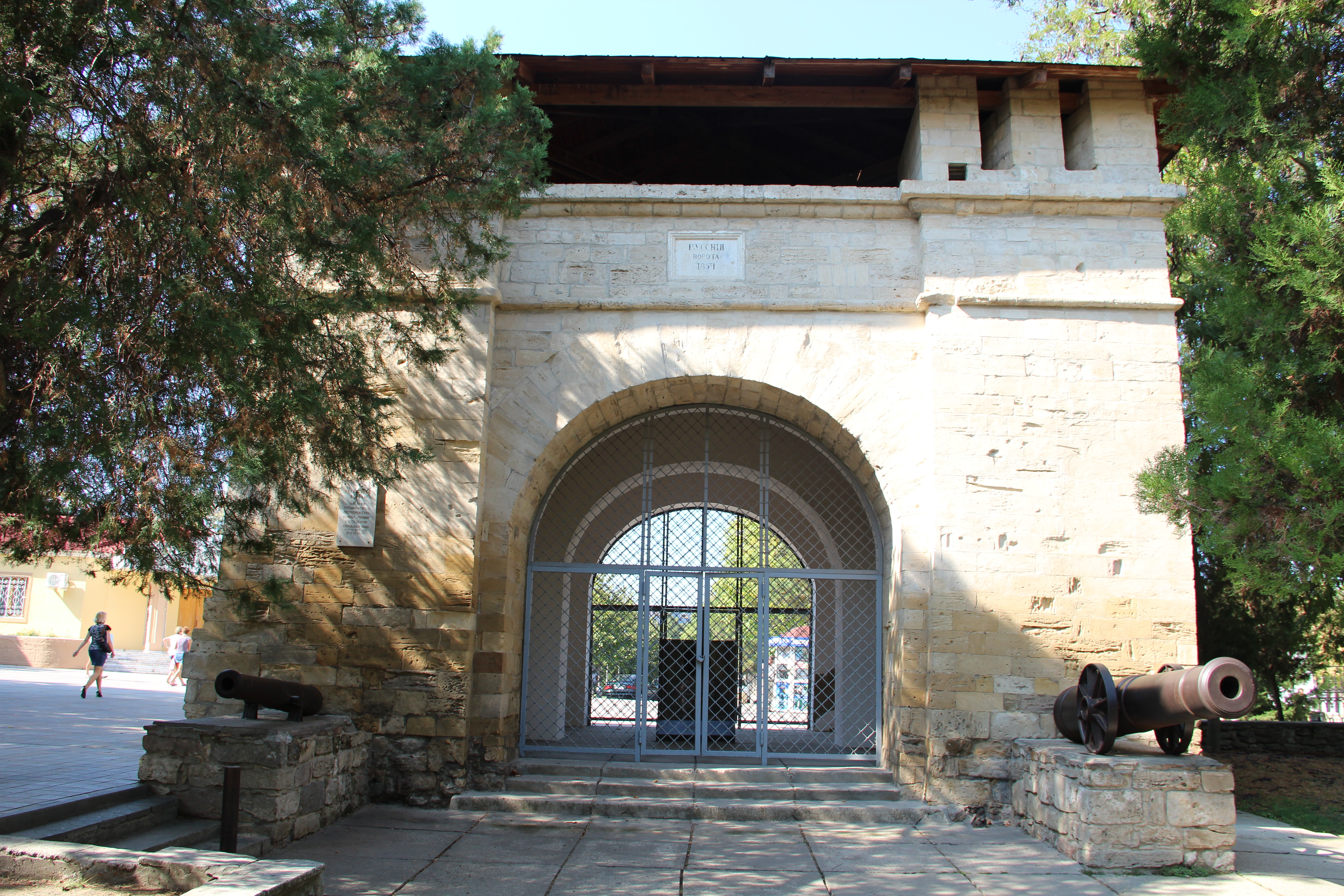
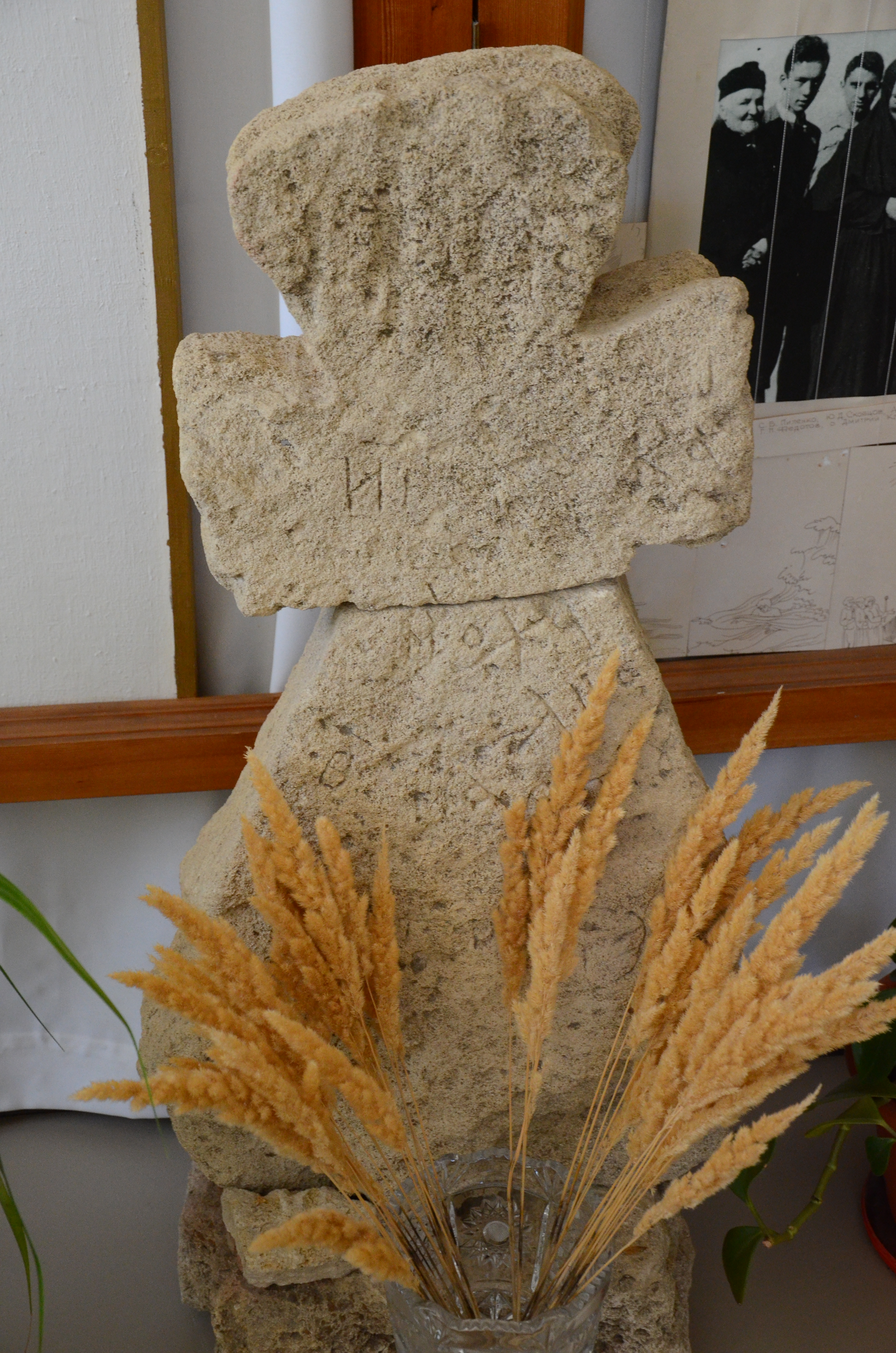
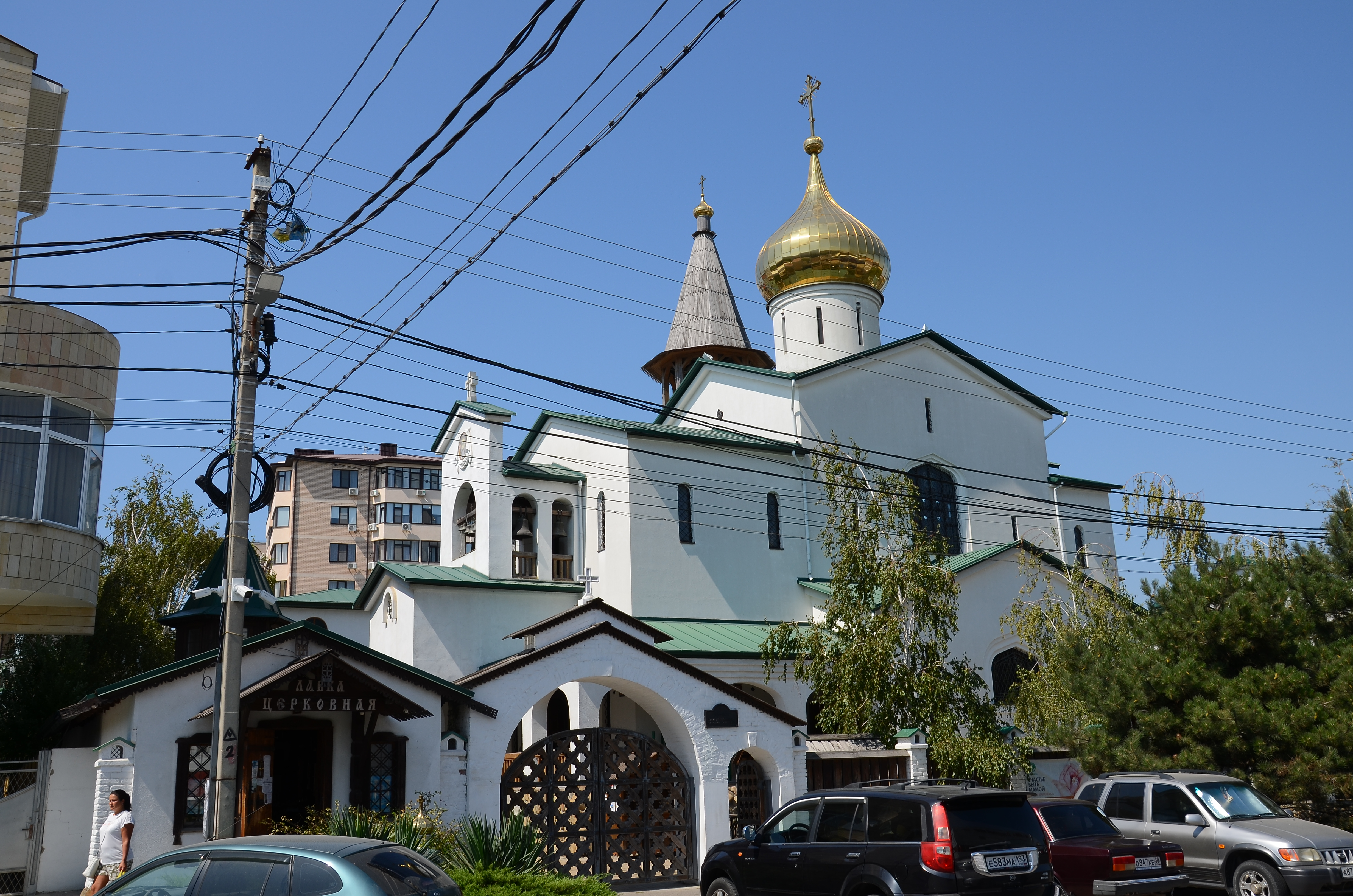
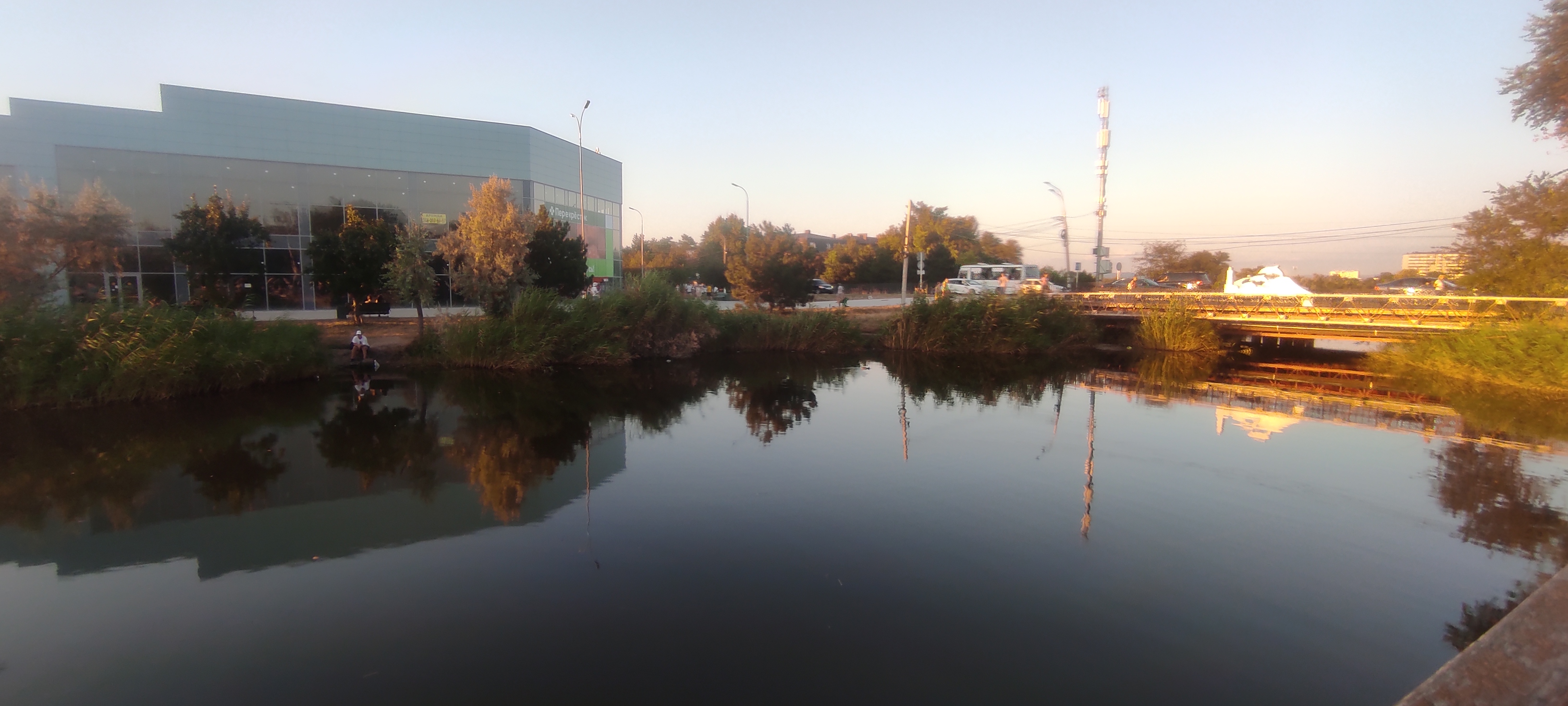
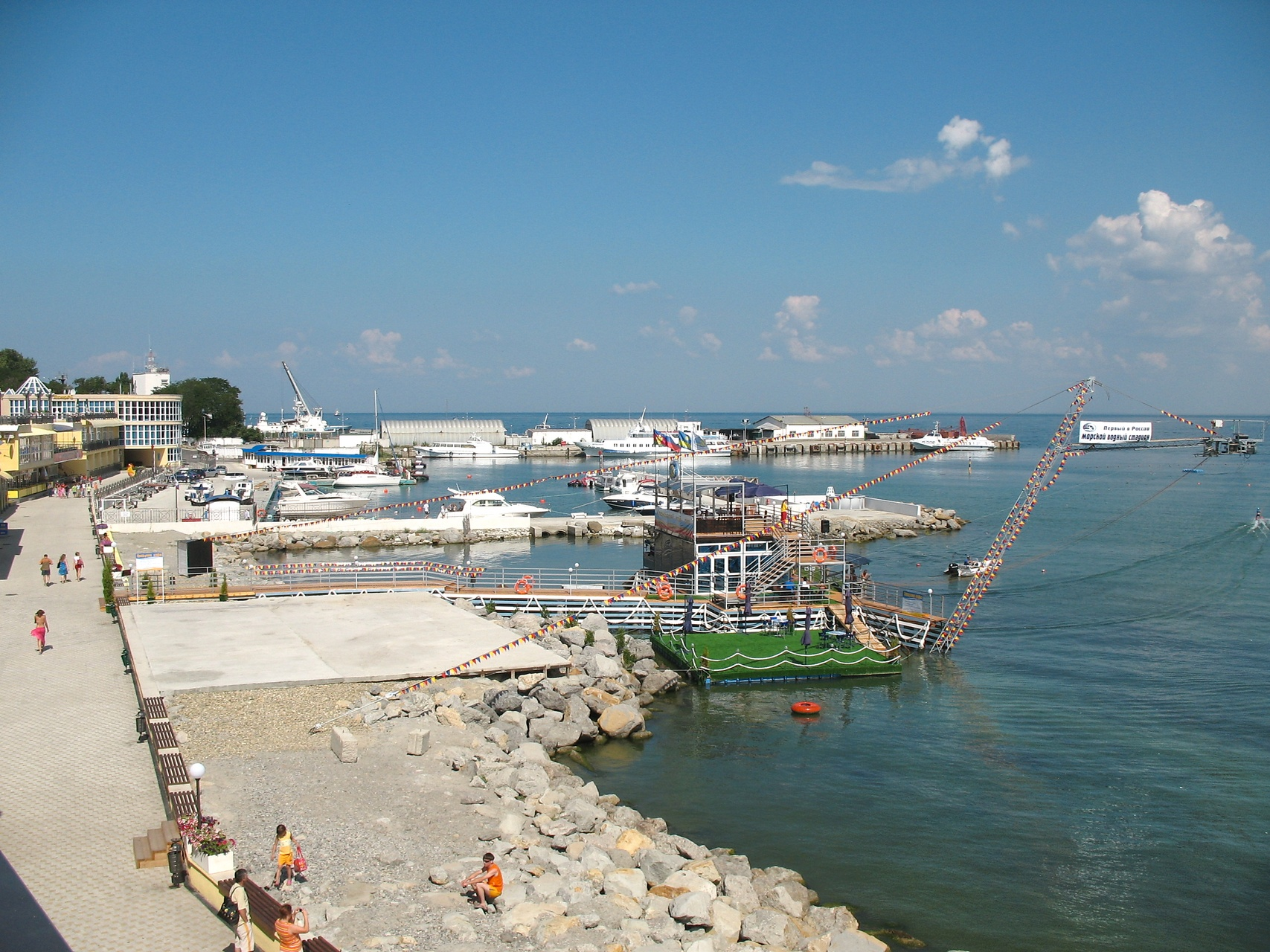
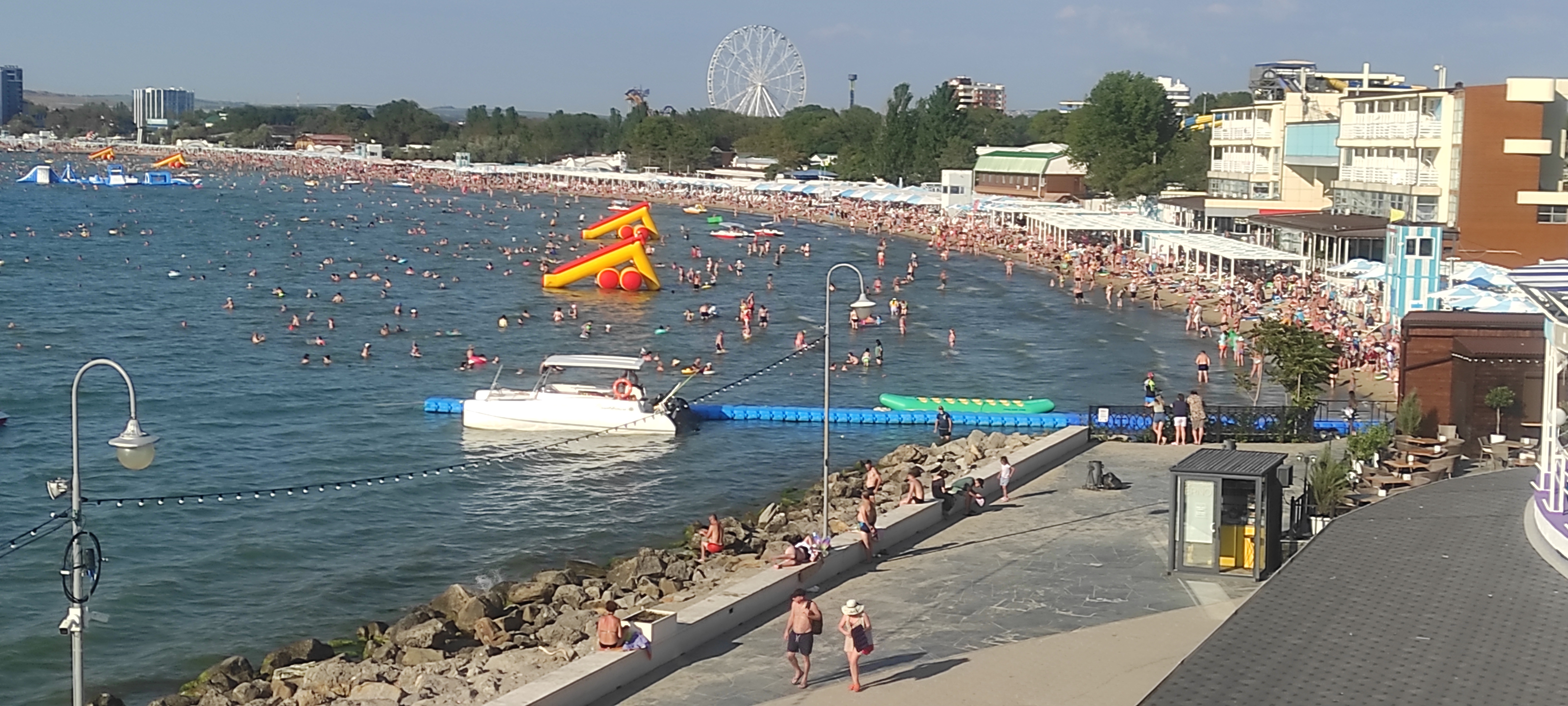
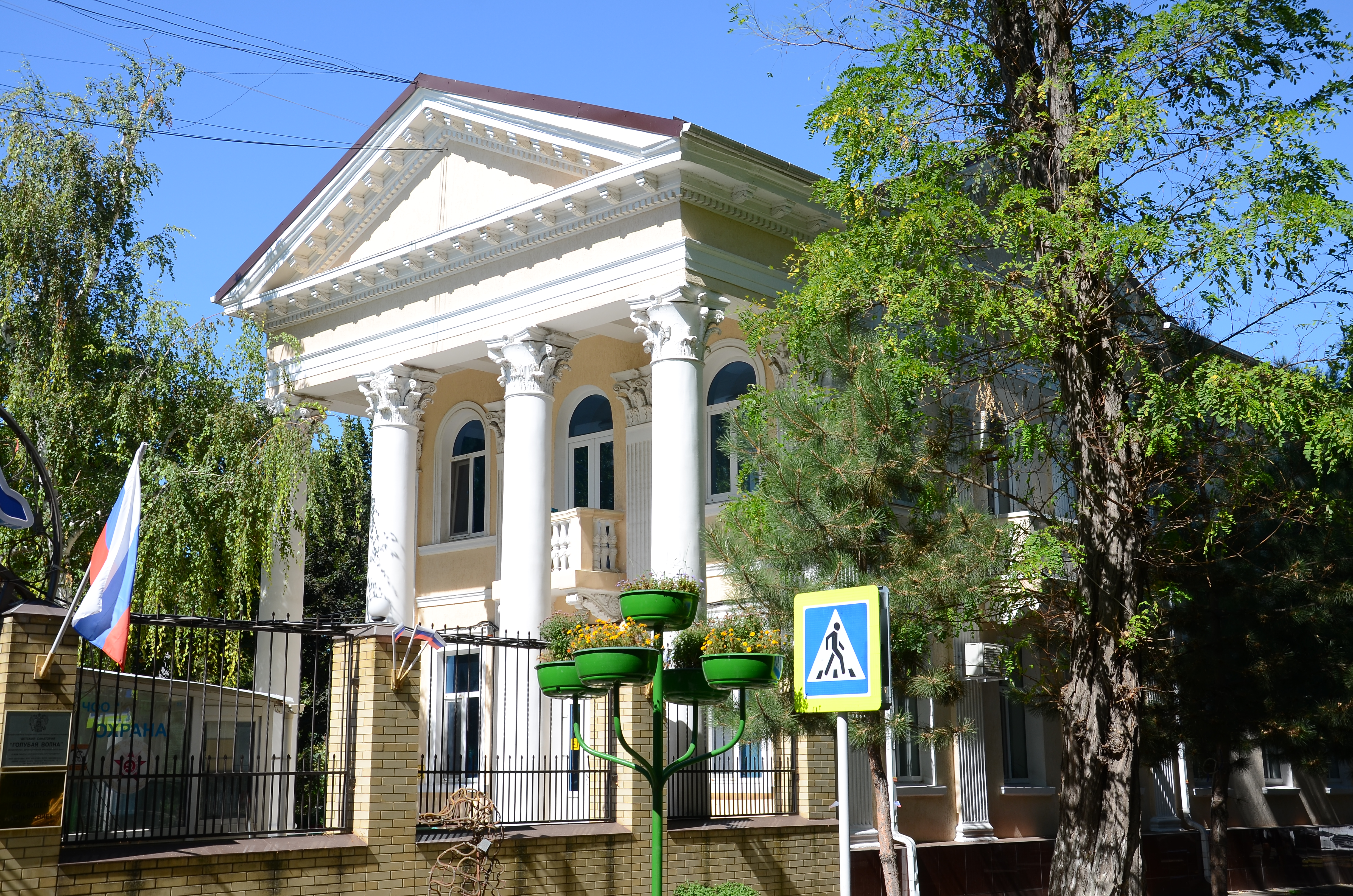

## Fordítás
Ez a szócikk részben vagy egészben  az   Anapa című angol Wikipédia-szócikk fordításán alapul.  Az eredeti cikk szerkesztőit annak laptörténete sorolja fel. Ez a jelzés csupán a megfogalmazás eredetét és a szerzői jogokat jelzi, nem szolgál a cikkben szereplő információk forrásmegjelöléseként.